# Seifenspender

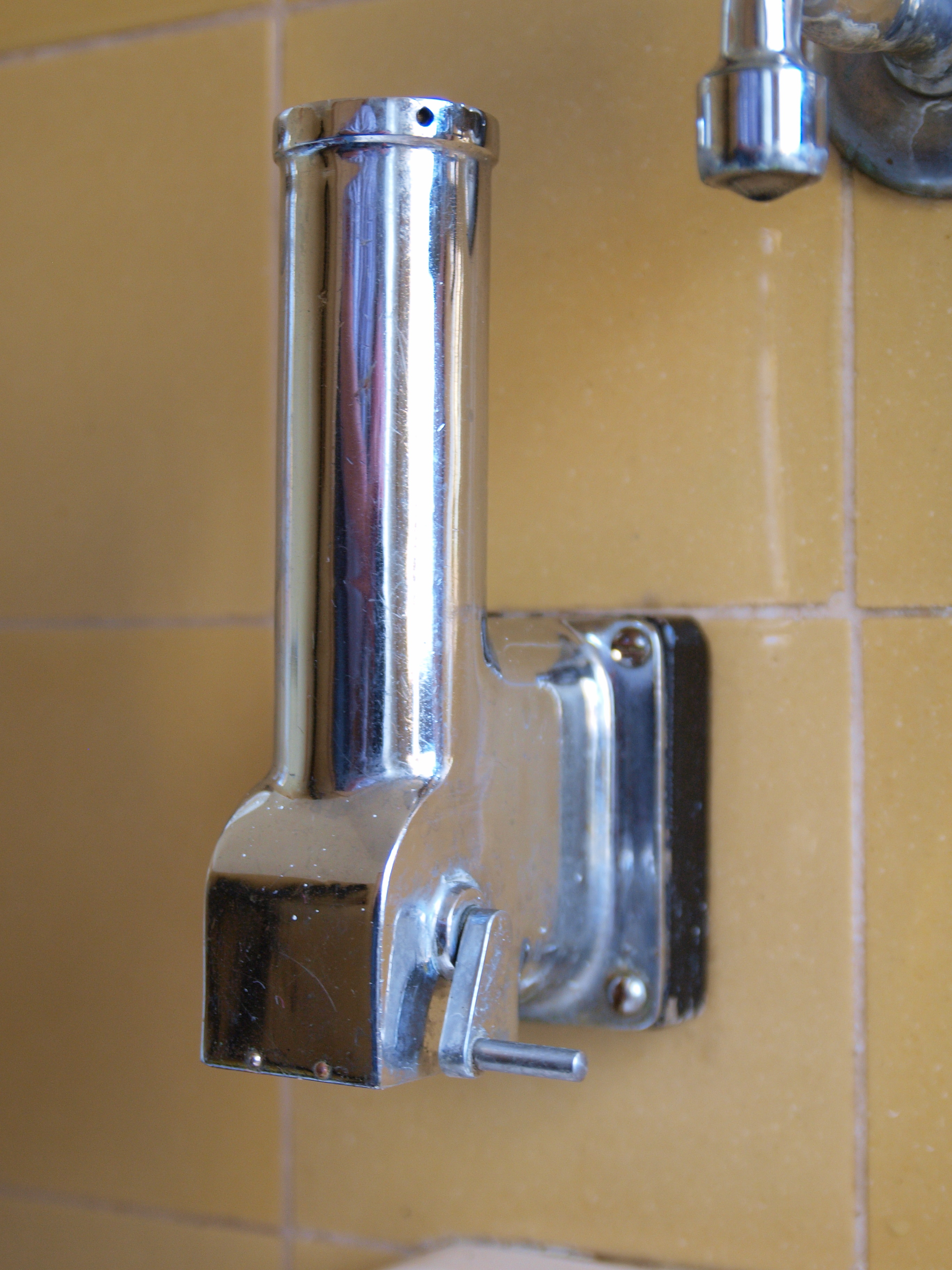
Seifenmühle

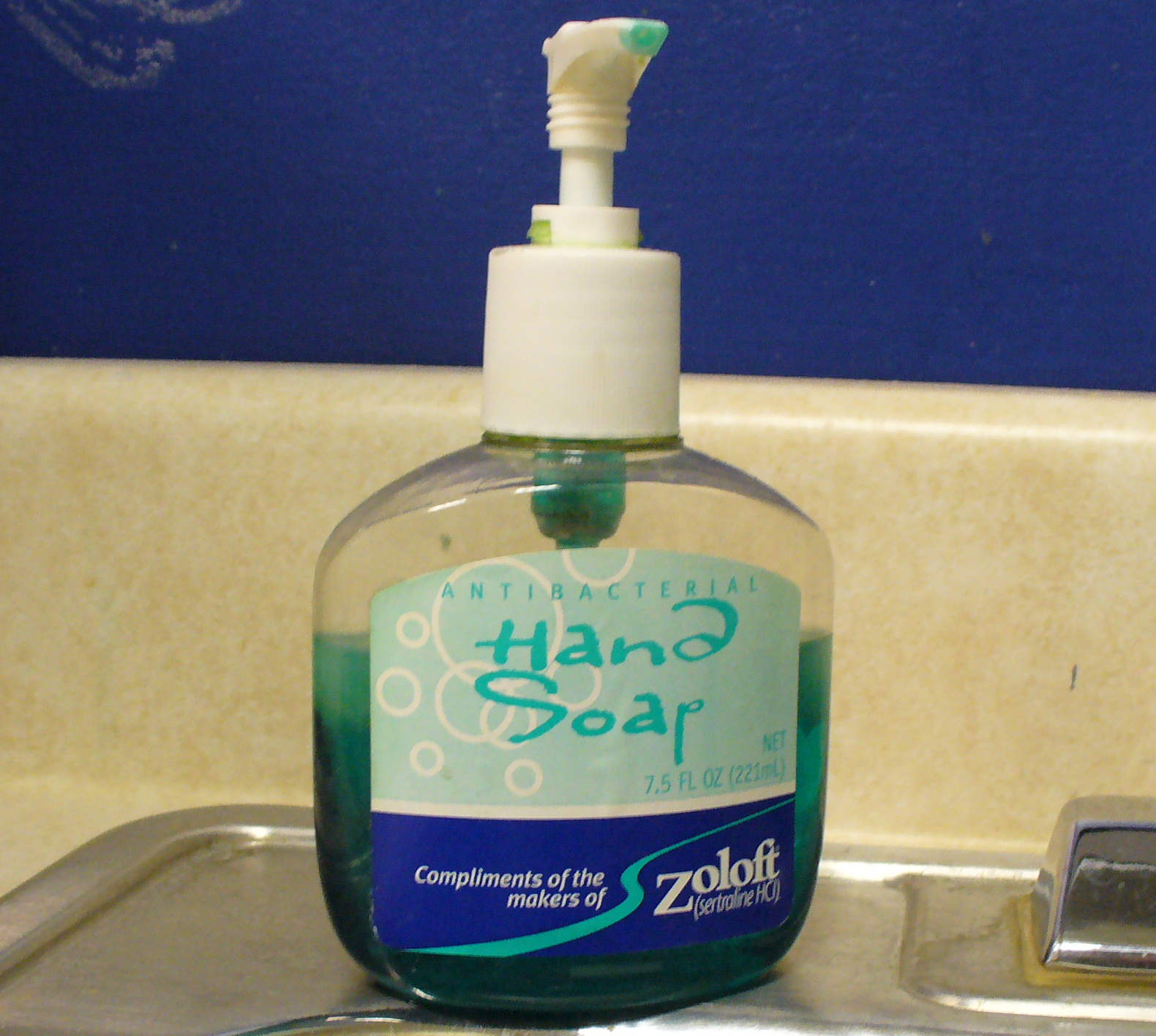
Seifenspender mit Druckmechanismus als Einweg-Verkaufsverpackung (mehrfach verwendbar)

Benutzung eines Seifenspenders

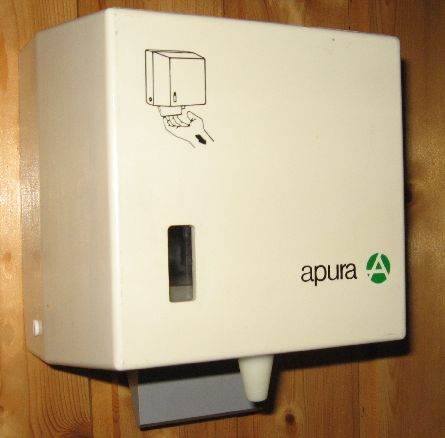
Wandmontierter Seifenspender für Gastronomie-Bedarf

Ein Seifenspender ist ein Behälter, der entweder Flüssigseife oder kleingemahlene trockene Seife enthält und mit Hilfe eines Pump-, Dreh- oder anderen Mechanismus dosiert. Flüssigseifenspender arbeiten meist nach dem Prinzip einer Kolbenpumpe. 

## Privater Bereich
Die Entwicklung in der Verpackungstechnik hat dazu geführt, dass heute viele Flüssigseifenprodukte in Verpackungen angeboten werden, in die die Funktion des Seifenspenders (Dosiereinrichtung) bereits integriert ist. So sind Seifenspender nicht mehr nur in öffentlichen Räumen zu finden, sondern auch im privaten Bereich in Form vom kleinen, frei stehenden Behältern mit einem Fassungsvermögen von bis zu 500 ml. Der Nachteil liegt dabei darin, dass durch die dickwandigeren Behälter der Verbrauch von Verpackungsmaterial steigt – im Gegensatz zu in Beuteln verpackter Flüssigseife. Daneben gibt es auch teurere und besser verarbeitete Luxusausführungen, die auf eine längere Produktlebensdauer ausgelegt sind.

## Öffentlicher Bereich
In öffentlich zugänglichen Toiletten und Waschräumen sind Seifenspender oft fest an der Wand montiert. Zudem gibt es dort auch Spender, die in der Lage sind, die waschaktiven Substanzen aufzuschäumen. Neuere Tenside erlauben es, die Menge der benötigten waschaktiven Substanz auf ein Minimum zu reduzieren, ohne Qualität und Ergebnis des Waschvorganges einzuschränken.
Wiederbefüllbare Apparate zur Abgabe von flüssiger Seife standen in Gastronomiebetrieben, Arztpraxen und Krankenhäusern schon seit Anfang des 20. Jahrhunderts in Gebrauch.
Laut den Gaststättenverordnungen der einzelnen Bundesländer Deutschlands ist in jeder Toilette Seife im Seifenspender bereitzustellen, die nicht gegen Entgelt abgegeben werden darf. Ein Vorteil des Einsatzes von fest an die Wand montierten Seifenspendern ist die relativ hohe Diebstahlsicherheit. Dagegen ist im Fall des Vandalismus der Schaden umso höher.
Für den Einsatz in Gesundheitseinrichtungen mit Patientenkontakt fordert die Kommission für Krankenhaushygiene und Infektionsprävention (KRINKO) wandmontierte Seifenspender, die ohne Handkontakt verwendet werden können.

## Medizinischer Bereich
Spender für  Flüssigpräparate in der Medizin werden verallgemeinert als Präparatespender bezeichnet. Sie sind häufig mit dem Ellbogen bedienbar um Hautkontakte zu verringern.